# Eishockey-Weltmeisterschaft der U20-Junioren 2015
Die 39. Eishockey-Weltmeisterschaften der U20-Junioren der Internationalen Eishockey-Föderation IIHF waren die Eishockey-Weltmeisterschaften des Jahres 2015 in der Altersklasse der Unter-Zwanzigjährigen (U20). Insgesamt nahmen zwischen dem 7. Dezember 2014 und 25. Januar 2015 39 Nationalmannschaften an den sechs Turnieren der Top-Division sowie der Divisionen I bis III teil.
Der Weltmeister wurde zum 16. Mal die Mannschaft Kanadas, die im Finale das Team aus Russland mit 5:4 bezwingen konnte. Es war der erste Titel der Kanadier seit 2009 in dieser Altersklasse. Die Schweiz und Deutschland belegten in der Top-Division jeweils den letzten Platz in ihrer Vorrundengruppe und mussten daher gegeneinander in den Relegationsspielen antreten. Die Schweizer Auswahl gewann beide Spiele mit jeweils 5:2 und konnte damit den Klassenerhalt erreichen, während die deutsche Mannschaft nach drei Jahren in der Top-Division wieder in die Division I absteigen musste. Österreich wurde Fünfter in der Gruppe A der Division I und vermied den Abstieg in die B-Gruppe nur um einen Punkt gegenüber Slowenien.

## Teilnehmer, Austragungsorte und -zeiträume
- Top-Division: 26. Dezember 2014 bis 5. Januar 2015 in Toronto, Ontario und Montreal, Québec, Kanada
Teilnehmer:  Dänemark (Aufsteiger),  Deutschland,  Finnland (Titelverteidiger),  Kanada,  Russland,  Schweden,  Schweiz,  Slowakei,  Tschechien,  USA

- Division I
  - Gruppe A: 14. bis 20. Dezember 2014 in Asiago, Italien
Teilnehmer:  Belarus,  Italien (Aufsteiger),  Lettland,  Norwegen (Absteiger),  Österreich,  Slowenien
  - Gruppe B: 14. bis 20. Dezember 2014 in Dunaújváros, Ungarn
Teilnehmer:  Frankreich,  Japan,  Polen (Absteiger),  Kasachstan,  Ukraine,  Ungarn (Aufsteiger)

- Division II
  - Gruppe A: 7. bis 13. Dezember 2014 in Tallinn, Estland
Teilnehmer:  Estland,  Großbritannien (Absteiger),  Litauen,  Niederlande,  Rumänien,  Südkorea (Aufsteiger)
  - Gruppe B: 13. bis 19. Dezember 2014 in Jaca, Spanien
Teilnehmer:  Australien,  Belgien (Aufsteiger),  Island,  Kroatien (Absteiger),  Serbien,  Spanien

- Division III: 19. bis 25. Januar 2015 in Dunedin, Neuseeland
Teilnehmer:  Volksrepublik China (Absteiger),  Mexiko,  Neuseeland,  Südafrika,  Türkei

## Modus
Die Eishockey-Weltmeisterschaft wird in insgesamt sechs Turnieren mit unterschiedlicher Teilnehmerstärke ausgespielt. Die Top-Division spielt mit zehn Mannschaften, die Divisionen I und II mit je zwölf und die Division III mit sechs Teilnehmern.
In den Divisionen I und II werden die jeweils zwölf Mannschaften in je zwei Gruppen zu sechs Teams aufgeteilt. Die Division III sollte eigentlich in einer Gruppe mit sechs Mannschaften ausgetragen werden, wobei je nach Anzahl der gemeldeten Teilnehmer eine optionale Qualifikation veranstaltet werden sollte. Da jedoch lediglich fünf Mannschaften gemeldet wurden, entfiel nicht nur die Qualifikation, sondern das Turnier konnte auch nur mit den fünf gemeldeten Mannschaften durchgeführt werden.
Aus der Top-Division steigt nur der Letztplatzierte der Relegationsrunde in die Division I A ab. Aus selbiger steigt nur der Erstplatzierte zum nächsten Jahr in die Top-Division auf, während der Sechstplatzierte in die Division I B absteigt. Im Gegenzug steigt der Gewinner der Division I B in die Division I A auf. Aus der Division I B steigt ebenfalls der Letzte in die Division II A ab. Die Aufstiegsregelung der Division I B mit einem Auf- und Absteiger gilt genauso für die Division II A und II B.  Einen direkten Absteiger aus der Division III gibt es in diesem Sinne nicht. In Abhängigkeit von einer möglichen Qualifikation zur Division III muss das letztplatzierte Team der Division III des Vorjahres mit den neu gemeldeten Nationalmannschaften in der Qualifikation antreten, um die dann zwei freien Plätze auszuspielen.

## Top-Division
Die Top-Division der U20-Weltmeisterschaft wurde vom 26. Dezember 2014 bis zum 5. Januar 2015 in den kanadischen Städten Toronto in der Provinz Ontario und Montreal in der Provinz Québec ausgetragen. Gespielt wurde im Centre Bell (21.273 Plätze) in Montreal sowie im Air Canada Centre mit 19.746 Plätzen in Toronto. Durch die Belegung ihrer jeweiligen Heimspielstätte befanden sich die Toronto Maple Leafs und Montréal Canadiens aus der National Hockey League während des elftägigen Turniers auf einer längeren Reise mit diversen Auswärtspartien. Insgesamt besuchten 366.370 Zuschauer die 30 Turnierspiele, was einem Schnitt von 12.212 pro Partie entspricht.
Am Turnier nahmen zehn Nationalmannschaften teil, die in zwei Gruppen zu je fünf Teams spielten. Dabei setzten sich die beiden Gruppen nach den Platzierungen der Nationalmannschaften bei der Weltmeisterschaft 2014 nach folgendem Schlüssel zusammen:
| Gruppe A (Montreal) | Gruppe B (Toronto) |
| Finnland (1)        | Schweden (2)       |
| Kanada (4)          | Russland (3)       |
| USA (5)             | Tschechien (6)     |
| Slowakei (8)        | Schweiz (7)        |
| Deutschland (9)     | Dänemark (11)      |

Die U20-Auswahl Kanadas besiegte Russland mit 5:4 im Finale des Turniers und gewann damit ihren 16. U20-Weltmeistertitel, zuletzt waren die Kanadier 2009 Weltmeister geworden. Für die Russen blieb lediglich der zweite Platz. Die Slowakische Juniorennationalmannschaft gewann das Spiel um Platz 3 gegen Schweden mit 3:2. Deutschland stieg als Verlierer der Relegation gegen die Schweizer Mannschaft in die Division I, Gruppe A ab, während Belarus beim Turnier 2016 in der Top-Division spielen wird.

### Modus
Nach den Gruppenspielen – jede Mannschaft bestritt vier davon – der Vorrunde qualifizierten sich die vier Erstplatzierten jeder Gruppe für das Viertelfinale, das dann ebenso wie die weiteren Runden im K.-O.-System ausgetragen wurde. Die Fünften der Gruppenspiele bestritten eine Relegation nach dem Modus „Best-of-Three“ und ermittelten dabei den Absteiger in die Gruppe A der Division I.

### Austragungsorte
| Toronto |

| Montreal |

| Toronto |

| Montreal |

### Vorrunde

#### Gruppe A
| 26. Dezember 2014 15:00 Uhr (Ortszeit) | 26. Dezember 2014 21:00 Uhr (MEZ) | Finnland M. Rantanen (1:22) | 1:2 n. P. (1:1, 0:0, 0:0, 0:0, 0:1) Spielbericht | USA A. Tuch (13:54) C. De Leo (PS) | Centre Bell, Montreal Zuschauer: 8.006 |

| 26. Dezember 2014 20:00 Uhr | 27. Dezember 2014 2:00 Uhr | Kanada R. Fabbri (4:52) A. Duclair (8:17) R. Fabbri (9:09) N. Paul (26:56) B. Point (31:15) M. Domi (36:14) N. Petan (37:21) J. Virtanen (56:41) | 8:0 (3:0, 4:0, 1:0) Spielbericht | Slowakei | Centre Bell, Montreal Zuschauer: 14.142 |

| 27. Dezember 2014 16:00 Uhr | 27. Dezember 2014 22:00 Uhr | Slowakei P. Cehlárik (9:19) M. Holenda (26:03) | 2:1 (1:1, 1:0, 0:0) Spielbericht | Finnland M. Rantanen (7:01) | Centre Bell, Montreal Zuschauer: 6.007 |

| 27. Dezember 2014 20:00 Uhr | 28. Dezember 2014 2:00 Uhr | Deutschland | 0:4 (0:2, 0:0, 0:2) Spielbericht | Kanada C. Lazar (4:11) C. McDavid (12:42) M. Domi (49:14) M. Bowey (55:44) | Centre Bell, Montreal Zuschauer: 12.733 |

| 28. Dezember 2014 20:00 Uhr | 29. Dezember 2014 2:00 Uhr | USA A. Matthews (4:44) H. Fasching (12:30) S. Milano (22:48) D. Larkin (35:04) J. Eichel (54:09) D. Larkin (59:40) | 6:0 (2:0, 2:0, 2:0) Spielbericht | Deutschland | Centre Bell, Montreal Zuschauer: 7.000 |

| 29. Dezember 2014 16:00 Uhr | 29. Dezember 2014 22:00 Uhr | USA S. Milano (37:42) D. Larkin (42:38) J. Hayden (59:07) | 3:0 (0:0, 1:0, 2:0) Spielbericht | Slowakei | Centre Bell, Montreal Zuschauer: 8.798 |

| 29. Dezember 2014 20:00 Uhr | 30. Dezember 2014 2:00 Uhr | Finnland A. Lehkonen (38:26) | 1:4 (0:1, 1:1, 0:2) Spielbericht | Kanada S. Reinhart (5:32) S. Reinhart (33:34) A. Duclair (51:15) C. Lazar (54:25) | Centre Bell, Montreal Zuschauer: 15.718 |

| 30. Dezember 2014 20:00 Uhr | 31. Dezember 2014 2:00 Uhr | Slowakei R. Lantosi (9:58) M. Réway (13:10) M. Sukeľ (15:03) M. Réway (44:05) M. Réway (59:05) | 5:2 (3:1, 0:0, 2:1) Spielbericht | Deutschland F. Tiffels (18:46) F. Tiffels (45:36) | Centre Bell, Montreal Zuschauer: 5.568 |

| 31. Dezember 2014 16:00 Uhr | 31. Dezember 2014 22:00 Uhr | Kanada M. Domi (27:07) J. Morrissey (30:11) C. Lazar (50:01) S. Reinhart (59:06) M. Domi (59:56) | 5:3 (0:0, 2:1, 3:2) Spielbericht | USA A. DeAngelo (33:12) D. Larkin (57:26) D. Larkin (59:18) | Centre Bell, Montreal Zuschauer: 18.295 |

| 31. Dezember 2014 20:00 Uhr | 1. Januar 2015 2:00 Uhr | Deutschland | 0:2 (0:1, 0:1, 0:0) Spielbericht | Finnland J. Honka (2:47) M. Rantanen (34:22) | Centre Bell, Montreal Zuschauer: 3.991 |

| Pl. |             | Sp | S | OTS | OTN | N | Tore  | Punkte |
| --- | ----------- | -- | - | --- | --- | - | ----- | ------ |
| 1.  | Kanada      | 4  | 4 | 0   | 0   | 0 | 21:04 | 12     |
| 2.  | USA         | 4  | 2 | 1   | 0   | 1 | 14:06 | 8      |
| 3.  | Slowakei    | 4  | 2 | 0   | 0   | 2 | 07:14 | 6      |
| 4.  | Finnland    | 4  | 1 | 0   | 1   | 2 | 05:08 | 4      |
| 5.  | Deutschland | 4  | 0 | 0   | 0   | 4 | 02:17 | 0      |

Abkürzungen: Pl. = Platz, Sp = Spiele, S = Siege, OTS = Siege nach Verlängerung (Overtime) oder Penaltyschießen, OTN = Niederlagen nach Verlängerung oder Penaltyschießen, N = Niederlagen

Erläuterungen: Viertelfinalqualifikant, Abstiegsrundenqualifikant

#### Gruppe B
| 26. Dezember 2014 13:00 Uhr (Ortszeit) | 26. Dezember 2014 19:00 Uhr (MEZ) | Dänemark O. Bjorkstrand (13:15) N. Ehlers (15:49) | 2:3 n. P. (2:0, 0:1, 0:1, 0:0, 0:1) Spielbericht | Russland N. Goldobin (39:13) M. Mamin (47:07) S. Toltschinski (PS) | Air Canada Centre, Toronto Zuschauer: 12.412 |

| 26. Dezember 2014 17:00 Uhr | 26. Dezember 2014 23:00 Uhr | Schweden A. Kempe (14:46) J. Looke (19:13) W. Nylander (30:29) A. Kempe (45:37) J. de la Rose (47:38) | 5:2 (2:0, 1:2, 2:0) Spielbericht | Tschechien J. Vrána (23:33) J. Vrána (30:02) | Air Canada Centre, Toronto Zuschauer: 13.077 |

| 27. Dezember 2014 13:00 Uhr | 27. Dezember 2014 19:00 Uhr | Dänemark N. Olesen (21:01) | 1:5 (0:3, 1:2, 0:0) Spielbericht | Schweden L. Wallmark (9:48) A. Blidh (11:36) W. Nylander (19:27) J. de la Rose (20:13) S. Aho (37:26) | Air Canada Centre, Toronto Zuschauer: 13.018 |

| 27. Dezember 2014 17:00 Uhr | 27. Dezember 2014 23:00 Uhr | Tschechien M. Růžička (1:44) L. Klok (4:42) | 2:5 (2:2, 0:3, 0:0) Spielbericht | Schweiz K. Fiala (0:46) K. Fiala (11:37) N. Rod (20:45) T. Wieser (21:29) L. Fazzini (34:41) | Air Canada Centre, Toronto Zuschauer: 12.926 |

| 28. Dezember 2014 17:00 Uhr | 28. Dezember 2014 23:00 Uhr | Schweiz | 0:7 (0:3, 0:2, 0:2) Spielbericht | Russland R. Rafikow (11:28) A. Dergatschow (18:26) P. Butschnewitsch (19:37) S. Toltschinski (35:29) A. Scharow (37:36) W. Kamenew (54:59) W. Leschtschenko (55:41) | Air Canada Centre, Toronto Zuschauer: 15.125 |

| 29. Dezember 2014 13:00 Uhr | 29. Dezember 2014 17:00 Uhr | Tschechien J. Štencel (10:22) J. Košťálek (24:36) D. Kubalík (56:58) D. Pastrňák (61:01) | 4:3 n. V. (1:1, 1:1, 1:1, 1:0) Spielbericht | Dänemark M. Eller (3:58) O. Bjorkstrand (37:08) M. Asperup (46:05) | Air Canada Centre, Toronto Zuschauer: 12.038 |

| 29. Dezember 2014 17:00 Uhr | 29. Dezember 2014 23:00 Uhr | Schweden G. Forsling (10:38) G. Forsling (46:44) A. Holmström (50:53) | 3:2 (1:0, 0:1, 2:1) Spielbericht | Russland W. Leschtschenko (34:15) W. Leschtschenko (43:23) | Air Canada Centre, Toronto Zuschauer: 16.710 |

| 30. Dezember 2014 17:00 Uhr | 30. Dezember 2014 23:00 Uhr | Schweiz K. Schmidli (10:48) K. Fiala (11:54) T. Meier (32:43) | 3:4 n. P. (2:1, 1:2, 0:0, 0:0, 0:1) Spielbericht | Dänemark O. Bjorkstrand (17:58) A. Kroogsgaard (32:19) M. Aagaard (35:40) O. Bjorkstrand (PS) | Air Canada Centre, Toronto Zuschauer: 13.263 |

| 31. Dezember 2014 13:00 Uhr | 31. Dezember 2014 19:00 Uhr | Schweiz Y. Rathgeb (3:29) | 1:5 (1:1, 0:4, 0:0) Spielbericht | Schweden A. Kempe (4:52) O. Lindblom (23:27) O. Lindblom (26:03) O. Lindblom (34:45) J. Looke (35:11) | Air Canada Centre, Toronto Zuschauer: 13.857 |

| 31. Dezember 2014 17:00 Uhr | 31. Dezember 2014 23:00 Uhr | Russland I. Barbaschow (35:44) | 1:4 (0:1, 1:1, 0:2) Spielbericht | Tschechien P. Zdráhal (11:05) P. Zacha (24:32) P. Zdráhal (42:54) O. Kaše (59:13) | Air Canada Centre, Toronto Zuschauer: 12.566 |

| Pl. |            | Sp | S | OTS | OTN | N | Tore  | Punkte |
| --- | ---------- | -- | - | --- | --- | - | ----- | ------ |
| 1.  | Schweden   | 4  | 4 | 0   | 0   | 0 | 18:06 | 12     |
| 2.  | Tschechien | 4  | 1 | 1   | 0   | 2 | 12:14 | 5      |
| 3.  | Russland   | 4  | 1 | 1   | 0   | 2 | 12:08 | 5      |
| 4.  | Dänemark   | 4  | 0 | 1   | 2   | 1 | 09:14 | 4      |
| 5.  | Schweiz    | 4  | 1 | 0   | 1   | 2 | 09:18 | 4      |

Abkürzungen: Pl. = Platz, Sp = Spiele, S = Siege, OTS = Siege nach Verlängerung (Overtime) oder Penaltyschießen, OTN = Niederlagen nach Verlängerung oder Penaltyschießen, N = Niederlagen

Erläuterungen: Viertelfinalqualifikant, Abstiegsrundenqualifikant

### Abstiegsrunde
Die Relegation zur Gruppe A der Division I wurde im Modus „Best-of-Three“ ausgetragen. Dabei setzte sich die Schweizer U20-Auswahl mit zwei Siegen gegen die deutsche Vertretung durch und verblieb damit in der höchsten Spielklasse.
| 2. Januar 2015 11:00 Uhr (Ortszeit) | 2. Januar 2015 17:00 Uhr (MEZ) | Deutschland P. Tuomie (28:30) P. Kurz (55:14) | 2:5 (0:1, 1:3, 1:1) Spielbericht Stand: 0:1 | Schweiz K. Fiala (3:50) N. Rod (20:54) L. Fazzini (25:20) L. Hischier (33:56) N. Rod (45:46) | Air Canada Centre, Toronto Zuschauer: 7.409 |

| 3. Januar 2015 19:00 Uhr | 4. Januar 2015 1:00 Uhr | Schweiz J. Fuchs (15:10) D. Malgin (16:17) P. Suter (31:12) P. Suter (53:25) T. Meier (54:19) | 5:2 (2:1, 1:1, 2:0) Spielbericht Stand: 2:0 | Deutschland P. Tuomie (13:58) A. Eder (38:10) | Air Canada Centre, Toronto Zuschauer: 8.392 |

### Finalrunde
|  | Viertelfinale | Viertelfinale | Viertelfinale |  |  | Halbfinale | Halbfinale | Halbfinale |  |  | Finale           | Finale           | Finale           |
|  |               |               |               |  |  |            |            |            |  |  |                  |                  |                  |
|  | A1            | Kanada        | 8             |  |  |            |            |            |  |  |                  |                  |                  |
|  | B4            | Dänemark      | 0             |  |  |            |            |            |  |  |                  |                  |                  |
|  |               |               |               |  |  | A1         | Kanada     | 5          |  |  |                  |                  |                  |
|  |               |               |               |  |  | A3         | Slowakei   | 1          |  |  |                  |                  |                  |
|  | B2            | Tschechien    | 0             |  |  |            |            |            |  |  |                  |                  |                  |
|  | A3            | Slowakei      | 3             |  |  |            |            |            |  |  |                  |                  |                  |
|  |               |               |               |  |  |            |            |            |  |  | A1               | Kanada           | 5                |
|  |               |               |               |  |  |            |            |            |  |  | B3               | Russland         | 4                |
|  | B1            | Schweden      | 6             |  |  |            |            |            |  |  |                  |                  |                  |
|  | A4            | Finnland      | 3             |  |  |            |            |            |  |  |                  |                  |                  |
|  |               |               |               |  |  | B1         | Schweden   | 1          |  |  |                  |                  |                  |
|  |               |               |               |  |  | B3         | Russland   | 4          |  |  | Spiel um Platz 3 | Spiel um Platz 3 | Spiel um Platz 3 |
|  | A2            | USA           | 2             |  |  |            |            |            |  |  | B1               | Schweden         | 2                |
|  | B3            | Russland      | 3             |  |  |            |            |            |  |  | A3               | Slowakei         | 4                |

#### Viertelfinale
| 2. Januar 2015 13:00 Uhr (Ortszeit) | 2. Januar 2015 19:00 Uhr (MEZ) | USA A. DeAngelo (32:43) Z. Werenski (48:56) | 2:3 (0:2, 1:0, 1:1) Spielbericht | Russland I. Barbaschow (2:31) A. Scharow (15:25) S. Toltschinski (41:27) | Centre Bell, Montreal Zuschauer: 8.694 |

| 2. Januar 2015 15:00 Uhr | 2. Januar 2015 21:00 Uhr | Schweden G. Forsling (24:03) L. Wallmark (24:50) R. Norell (28:11) A. Kempe (41:24) O. Lindblom (53:52) L. Wallmark (59:56) | 6:3 (0:0, 3:3, 3:0) Spielbericht | Finnland J. Ikonen (21:44) M. Rantanen (29:54) K. Kapanen (35:49) | Air Canada Centre, Toronto Zuschauer: 14.440 |

| 2. Januar 2015 17:00 Uhr | 2. Januar 2015 23:00 Uhr | Tschechien | 0:3 (0:1, 0:0, 0:2) Spielbericht | Slowakei M. Kabáč (18:46) P. Cehlárik (54:18) M. Réway (59:51) | Centre Bell, Montreal Zuschauer: 7.696 |

| 2. Januar 2015 20:00 Uhr | 3. Januar 2015 2:00 Uhr | Kanada C. Lazar (10:37) S. Reinhart (15:17) L. Crouse (27:50) C. McDavid (30:21) C. Lazar (33:21) N. Paul (43:08) B. Point (45:09) N. Ritchie (59:06) | 8:0 (2:0, 3:0, 3:0) Spielbericht | Dänemark | Air Canada Centre, Toronto Zuschauer: 18.448 |

#### Halbfinale
| 4. Januar 2015 16:00 Uhr | 4. Januar 2015 22:00 Uhr | Schweden L. Wallmark (51:30) | 1:4 (0:0, 0:2, 1:2) Spielbericht | Russland A. Scharow (31:18) S. Paigin (32:50) A. Scharow (41:31) M. Mamin (52:39) | Air Canada Centre, Toronto Zuschauer: 15.400 |

| 4. Januar 2015 20:00 Uhr | 5. Januar 2015 2:00 Uhr | Kanada N. Petan (4:27) N. Petan (38:06) S. Theodore (39:32) A. Duclair (42:47) N. Petan (51:59) | 5:1 (1:0, 2:1, 2:0) Spielbericht | Slowakei D. Šoltés (39:57) | Air Canada Centre, Toronto Zuschauer: 18.002 |

#### Spiel um Platz 3
| 5. Januar 2015 16:00 Uhr | 5. Januar 2015 22:00 Uhr | Schweden W. Nylander (10:22) J. Looke (16:12) | 2:4 (2:2, 0:0, 0:2) Spielbericht | Slowakei D. Šoltés (2:43) M. Rosandič (3:22) P. Skalický (42:52) P. Koyš (59:04) | Air Canada Centre, Toronto Zuschauer: 13.625 |

#### Finale
| 5. Januar 2015 20:00 Uhr | 6. Januar 2015 2:00 Uhr | Kanada A. Duclair (0:23) N. Paul (2:32) C. McDavid (25:08) M. Domi (27:22) M. Domi (32:30) | 5:4 (2:1, 3:3, 0:0) Spielbericht | Russland D. Judin (9:20) I. Barbaschow (34:21) S. Toltschinski (34:53) N. Goldobin (37:37) | Air Canada Centre, Toronto Zuschauer: 19.014 |

### Statistik

#### Beste Scorer
Abkürzungen:  Sp = Spiele, T = Tore, V = Assists, Pkt = Punkte, +/− = Plus/Minus, SM = Strafminuten; Fett:  Turnierbestwert
| Spieler          | Team     | Sp | T | V | Pkt | +/− | SM |
| ---------------- | -------- | -- | - | - | --- | --- | -- |
| Sam Reinhart     | Kanada   | 7  | 5 | 6 | 11  | +13 | 6  |
| Nic Petan        | Kanada   | 7  | 4 | 7 | 11  | +4  | 0  |
| Connor McDavid   | Kanada   | 7  | 3 | 8 | 11  | +8  | 0  |
| Max Domi         | Kanada   | 7  | 5 | 5 | 10  | +10 | 4  |
| William Nylander | Schweden | 7  | 3 | 7 | 10  | −2  | 0  |
| Curtis Lazar     | Kanada   | 7  | 5 | 4 | 9   | +8  | 0  |
| Oskar Lindblom   | Schweden | 7  | 4 | 5 | 9   | −1  | 0  |
| Martin Réway     | Slowakei | 7  | 4 | 5 | 9   | −1  | 2  |
| Adrian Kempe     | Schweden | 6  | 4 | 4 | 8   | ±0  | 2  |
| Anthony Duclair  | Kanada   | 7  | 4 | 4 | 8   | +11 | 16 |

#### Beste Torhüter
Abkürzungen: Sp = Spiele, Min = Eiszeit (in Minuten), SaT = Schüsse aufs Tor, GT = Gegentore, Sv% = gehaltene Schüsse (in %), GTS = Gegentorschnitt, SO = Shutouts; Fett:  Turnierbestwert
| Spieler           | Team     | Sp | Min    | SaT | GT | Sv%   | GTS  | SO |
| ----------------- | -------- | -- | ------ | --- | -- | ----- | ---- | -- |
| Zachary Fucale    | Kanada   | 7  | 300:00 | 99  | 6  | 93,94 | 1,20 | 2  |
| Igor Schestjorkin | Russland | 7  | 242:13 | 129 | 8  | 93,80 | 1,98 | 1  |
| Thatcher Demko    | USA      | 4  | 241:42 | 112 | 7  | 93,75 | 1,74 | 1  |
| Denis Godla       | Slowakei | 7  | 391:35 | 242 | 18 | 92,56 | 2,76 | 1  |
| Ville Husso       | Finnland | 5  | 183:12 | 91  | 7  | 92,31 | 2,29 | 1  |

Die längste Zeit im Tor verbrachte der schwedische Torhüter Linus Söderström mit 415 Minuten und 24 Sekunden.

### Abschlussplatzierungen
| Pl. | Team        |
| --- | ----------- |
| 1   | Kanada      |
| 2   | Russland    |
| 3   | Slowakei    |
| 4   | Schweden    |
| 5   | USA         |
| 6   | Tschechien  |
| 7   | Finnland    |
| 8   | Dänemark    |
| 9   | Schweiz     |
| 10  | Deutschland |

### Titel, Auf- und Abstieg
| Weltmeister Kanada | Madison Bowey, Eric Comrie, Lawson Crouse, Max Domi, Anthony Duclair, Robby Fabbri, Zachary Fucale, Frédérik Gauthier, Dillon Heatherington, Joe Hicketts, Curtis Lazar, Connor McDavid, Samuel Morin, Josh Morrissey, Darnell Nurse, Nick Paul, Nic Petan, Brayden Point, Sam Reinhart, Nick Ritchie, Shea Theodore, Jake Virtanen Cheftrainer: Benoît Groulx; Assistenztrainer: Dave Lowry, Scott Walker |

| Silber Russland | Iwan Barbaschow, Alexander Brynzew, Wladimir Brjukwin, Pawel Butschnewitsch, Alexander Dergatschow, Iwan Fischtschenko, Wladislaw Gawrikow, Nikolai Goldobin, Anatoli Golyschew, Dmitri Judin, Wladislaw Kamenew, Denis Kostin, Wjatscheslaw Leschtschenko, Maxim Mamin, Siat Paigin, Iwan Proworow, Rushan Rafikow, Alexander Scharow, Igor Schestjorkin, Ilja Sorokin, Nikita Tscherepanow, Sergei Toltschinski, Rinat Walijew Cheftrainer: Waleri Bragin; Assistenztrainer: Alexander Boikow, Anwar Gatiatulin, Jewgeni Koreschkow |

| Bronze Slowakei | Patrik Bacik, Radovan Bondra, Peter Cehlárik, Erik Černák, Daniel Gibl, Denis Godla, Marco Hochel, Matúš Holenda, Christián Jaroš, Dominik Jendrol, Michal Kabáč, Patrik Koyš, Robert Lantosi, Dávid Okoličány, Matej Paulovič, Branislav Pavúk, Samuel Petráš, Dominik Rehák, Martin Réway, Mislav Rosandič, Pavol Skalický, Dávid Šoltés, Matúš Sukeľ Cheftrainer: Ernest Bokroš; Assistenztrainer: Norbert Javorčík, Rudolf Jurčenko |

| Absteiger in die Division IA:   | Deutschland |
| Aufsteiger in die Top-Division: | Belarus     |

### Auszeichnungen
Spielertrophäen
| Auszeichnung         | Spieler            | Team     |
| -------------------- | ------------------ | -------- |
| Wertvollster Spieler | Denis Godla        | Slowakei |
| Bester Torhüter      | Denis Godla        | Slowakei |
| Bester Verteidiger   | Wladislaw Gawrikow | Russland |
| Bester Stürmer       | Max Domi           | Kanada   |

All-Star-Team
| Angriff:      | Sam Reinhart – Max Domi – Connor McDavid |
| Verteidigung: | Gustav Forsling – Josh Morrissey         |
| Tor:          | Denis Godla                              |

## Division I

### Gruppe A in Asiago, Italien
Das Turnier der Gruppe A wurde vom 14. bis 20. Dezember 2014 im italienischen Asiago ausgetragen. Die Spiele fanden im 3.000 Zuschauer fassenden Pala Hodegart statt. Besucht wurden die Spiele von insgesamt 7.410 Zuschauern, was einem Schnitt von 494 pro Spiel entspricht. Bereits nach dem vierten Spieltag standen Auf- und Absteiger fest: Belarus konnte durch einen 5:1-Erfolg gegen Norwegen nach acht Jahren der Zweitklassigkeit wieder in die Top-Division aufsteigen, während die slowenische Mannschaft durch eine 3:7-Niederlage gegen Österreich alle Chancen auf den Klassenerhalt einbüßte.
| 14. Dezember 2014 13:30 Uhr (Ortszeit) | Slowenien T. Kalan (22:12) | 1:6 (0:3, 1:1, 0:2) Spielbericht | Belarus A. Schantyka (6:22) A. Bujnizki (7:06) A. Bujnizki (12:26) D. Ambraschejtschyk (28:23) M. Walkou (46:11) D. Ambraschejtschyk (55:28) | Pala Hodegart, Asiago Zuschauer: 300 |

| 14. Dezember 2014 17:00 Uhr | Österreich M. Huber (17:37) | 1:5 (1:1, 0:0, 0:4) Spielbericht | Lettland M. Dzierkals (10:39) R. Locans (44:15) R. Balcers (49:28) E. Homjakovs (52:33) R. Ābols (54:52) | Pala Hodegart, Asiago Zuschauer: 550 |

| 14. Dezember 2014 20:30 Uhr | Italien | 0:3 (0:1, 0:2, 0:0) Spielbericht | Norwegen M. Nørstebø (18:25) M. Rønnild (26:59) A. Henriksen (36:20) | Pala Hodegart, Asiago Zuschauer: 860 |

| 15. Dezember 2014 13:30 Uhr | Norwegen M. Søberg (4:56) M. Søberg (11:03) L. Hoff (18:50) L. Hoff (20:36) T. Olsen (27:18) M. Nørstebø (32:17) M. Nørstebø (50:53) M. Henriksen (53:14) M. Nørstebø (58:36) | 9:5 (3:2, 3:1, 3:2-) Spielbericht | Österreich M. Huber (4:44) S. Gaffal (6:58) M. Richter (28:34) D. Winkler (41:16) S. Gaffal (54:52) | Pala Hodegart, Asiago Zuschauer: 300 |

| 15. Dezember 2014 17:00 Uhr | Lettland R. Balcers (9:20) K. Čukste (23:29) R. Ābols (26:10) R. Locans (27:01) E. Homjakovs (43:27) J. Jaks (47:40) O. Batna (56:09) | 7:3 (1:1, 3:2, 3:0) Spielbericht | Slowenien Ž. Jezovšek (14:45) L. Maver (22:52) L. Vincec (34:26) | Pala Hodegart, Asiago Zuschauer: 150 |

| 15. Dezember 2014 20:30 Uhr | Belarus W. Nowik (7:46) D. Ambroscheitschik (10:35) A. Buinitschky (27:00) N. Lohwynjuk (56:31) | 4:2 (2:0, 1:1, 1:1) Spielbericht | Italien I. Tauferer (36:29) G. Morini (50:42) | Pala Hodegart, Asiago Zuschauer: 450 |

| 17. Dezember 2014 13:30 Uhr | Lettland R. Maslovskis (46:52) | 1:2 (0:1, 0:0, 1:1) Spielbericht | Belarus A. Schantyka (2:49) A. Bujnizki (57:28) | Pala Hodegart, Asiago Zuschauer: 350 |

| 17. Dezember 2014 17:00 Uhr | Norwegen O. P. Øvergård (30:10) M. Søberg (PS) | 2:1 n. P. (0:0, 1:0, 0:1, 0:0, 1:0) Spielbericht | Slowenien M. Logar (59:07) | Pala Hodegart, Asiago Zuschauer: 400 |

| 17. Dezember 2014 20:30 Uhr | Italien A. Lambacher (31:39) R. Lacedelli (47:39) P. Morini (50:03) I. Tauferer (52:43) A. Lambacher (62:48) | 5:4 n. V. (0:1, 1:3, 3:0, 1:0) Spielbericht | Österreich M. Richter (16:06) P. Lindner (25:39) A. Wukovits (25:48) M. Richter (39:39) | Pala Hodegart, Asiago Zuschauer: 900 |

| 18. Dezember 2014 13:30 Uhr | Österreich P. Lindner (5:45) M. Richter (14:18) M. Reisinger (14:57) T. Vallant (21:45) T. Vallant (24:03) M. Richter (29:40) L. Haudum (42:27) | 7:3 (3:0, 3:0, 1:2) Spielbericht | Slowenien M. Jeklić (32:47) N. Simsić (48:37) L. Vincec (56:50) | Pala Hodegart, Asiago Zuschauer: 300 |

| 18. Dezember 2014 17:00 Uhr | Belarus W. Fadsejeu (13:10) W. Fadsejeu (15:43) A. Bujnizki (18:43) U. Misnikau (30:32) A. Bujnizki (42:34) | 5:1 (3:0, 1:0, 1:1) Spielbericht | Norwegen O. P. Øvergård (54:17) | Pala Hodegart, Asiago Zuschauer: 350 |

| 18. Dezember 2014 20:30 Uhr | Lettland R. Locans (3:20) M. Dzierkals (47:35) | 2:4 (1:1, 0:2, 1:1) Spielbericht | Italien M. Magnabosco (9:51) J. Ramoser (22:48) R. Lacedelli (37:31) M. Magnabosco (56:97) | Pala Hodegart, Asiago Zuschauer: 600 |

| 20. Dezember 2014 13:30 Uhr | Norwegen T. Olsen (PS) | 1:0 n. P. (0:0, 0:0, 0:0, 0:0, 1:0) Spielbericht | Lettland | Pala Hodegart, Asiago Zuschauer: 350 |

| 20. Dezember 2014 17:00 Uhr | Belarus D. Ambraschejtschyk (7:23) A. Bujnizki (32:38) A. Bujnizki (49:56) A. Schantyka (56:12) A. Bujnizki (62:13) | 5:4 n. V. (1:3, 1:0, 2:1, 1:0) Spielbericht | Österreich M. Reisinger (10:29) L. Haudum (12:13) S. Gaffal (13:46) L. Haudum (52:30) | Pala Hodegart, Asiago Zuschauer: 450 |

| 20. Dezember 2014 20:30 Uhr | Slowenien L. Maver (1:40) K. Čepon (6:31) Ž. Jezovšek (7:14) N. Unuk (7:56) N. Simsić (11:42) G. Glavić (11:52) Ž. Jezovšek (27:42) Ž. Jezovšek (45:34) T. Kalan (46:35) | 9:5 (6:2, 1:2, 2:1) Spielbericht | Italien A. Lambacher (3:10) R. Lacedelli (16:36) G. Morini (23:40) G. Lanziner (28:04) R. Lacedelli (46:20) | Pala Hodegart, Asiago Zuschauer: 1.100 |

| Pl. |            | Sp | S | OTS | OTN | N | Tore  | Punkte |
| --- | ---------- | -- | - | --- | --- | - | ----- | ------ |
| 1.  | Belarus    | 5  | 5 | 0   | 0   | 0 | 22:09 | 14     |
| 2.  | Norwegen   | 5  | 2 | 2   | 0   | 1 | 16:11 | 10     |
| 3.  | Lettland   | 5  | 2 | 0   | 1   | 2 | 15:11 | 7      |
| 4.  | Italien    | 5  | 1 | 1   | 0   | 3 | 16:22 | 5      |
| 5.  | Österreich | 5  | 1 | 0   | 2   | 2 | 21:27 | 5      |
| 6.  | Slowenien  | 5  | 1 | 0   | 1   | 3 | 17:27 | 4      |

Abkürzungen: Pl. = Platz, Sp = Spiele, S = Siege, OTS = Siege nach Verlängerung (Overtime) oder Penaltyschießen, OTN = Niederlagen nach Verlängerung oder Penaltyschießen, N = Niederlagen

Erläuterungen: Aufsteiger in die Top-Division, Absteiger in die Division IB

#### Beste Scorer
Abkürzungen:  Sp = Spiele, T = Tore, V = Assists, Pkt = Punkte, +/− = Plus/Minus, SM = Strafminuten; Fett:  Turnierbestwert
| Spieler                   | Team       | Sp | T | V | Pkt | +/− | SM |
| ------------------------- | ---------- | -- | - | - | --- | --- | -- |
| Dsmitryj Ambraschejtschyk | Belarus    | 5  | 4 | 8 | 12  | +3  | 0  |
| Artur Bujnizki            | Belarus    | 5  | 8 | 3 | 11  | +2  | 0  |
| Ludvig Hoff               | Norwegen   | 4  | 2 | 6 | 8   | +1  | 31 |
| Mario Huber               | Österreich | 5  | 2 | 6 | 8   | +4  | 2  |
| Marco Richter             | Österreich | 5  | 4 | 3 | 7   | +4  | 0  |
| Lukas Haudum              | Österreich | 5  | 3 | 4 | 7   | +2  | 12 |
| Giovanni Morini           | Italien    | 5  | 2 | 5 | 7   | +1  | 2  |
| Markus Søberg             | Norwegen   | 4  | 3 | 3 | 6   | +2  | 2  |
| Maximilian Reisinger      | Österreich | 5  | 3 | 3 | 6   | +1  | 8  |
| Riccardo Lacedelli        | Italien    | 5  | 4 | 1 | 5   | +3  | 0  |

#### Beste Torhüter
Abkürzungen:  Sp = Spiele, Min = Eiszeit (in Minuten), GT = Gegentore, Sv% = gehaltene Schüsse (in %), GTS = Gegentorschnitt, SO = Shutouts; Fett:  Turnierbestwert
| Spieler            | Team       | Sp | Min    | GT | Sv%   | GTS  | SO |
| ------------------ | ---------- | -- | ------ | -- | ----- | ---- | -- |
| Theodor Hestnes    | Norwegen   | 3  | 159:28 | 2  | 96,49 | 0,75 | 1  |
| Maksim Haradsjezki | Belarus    | 3  | 140:00 | 3  | 93,62 | 1,29 | 0  |
| Matīss Kivlenieks  | Lettland   | 4  | 240:33 | 7  | 92,78 | 1,75 | 0  |
| Daniel Morandell   | Italien    | 4  | 234:52 | 16 | 87,88 | 4,09 | 0  |
| Stefan Müller      | Österreich | 3  | 142:48 | 13 | 86,46 | 5,46 | 0  |

#### Division-IA-Siegermannschaft
| Division-IA-Aufsteiger Belarus | Dsmitryj Ambraschejtschyk, Daniil Bokun, Aleh Bujak, Artur Bujnizki, Dsmitryj Bujnizki, Kryszijan Chenkel, Raman Dsjukau, Wjatscheslau Fadsejeu, Szjapan Falkouski, Maksim Haradsjezki, Dsmitryj Herassimowitsch, Kanstanzin Kaslouski, Jahor Kudsin, Mikalaj Lahwinjuk, Wital Marzul, Uladsislau Misnikau, Uladsislau Nowik, Aljaksej Schantyka, Sjarhej Stankewitsch, Mikita Uszinenka, Maksim Walkou, Ihar Warywontschyk Trainer: Pawel Perapechin |

### Gruppe B in Dunaújváros, Ungarn
Das Turnier der Gruppe B wurde vom 14. bis 20. Dezember 2014 im ungarischen Dunaújváros ausgetragen. Die Spiele fanden im 3.500 Zuschauer fassenden Dunaújvárosi Jégcsarnok statt. Den Turniersieg sicherte sich die kasachische U20-Auswahl bereits am vierten Spieltag mit einem 3:1-Erfolg über die ungarische Vertretung. Aufsteiger Ungarn konnte hingegen den Heimvorteil nicht nutzen und musste nach einer 1:5-Niederlage im entscheiden letzten Spiel gegen Japan den Gang zurück in die Division II antreten, obwohl das Turnier mit einem 1:0-Erfolg nach Penaltyschießen gegen die polnische Auswahl erfolgversprechend begonnen hatte. Die 15 Spiele wurden von 4.350 Zuschauern besucht, was einem Schnitt von 290 Besuchern pro Spiel entspricht.
| 14. Dezember 2014 13:00 Uhr (Ortszeit) | Japan Y. Hirano (38:49) Y. Hirano (47:31) Y. Hirano (PS) | 3:2 n. P. (0:1, 1:0, 1:1, 0:0, 1:0) Spielbericht | Frankreich F. Kazarine (7:39) F. Douay (58:37) | Dunaújvárosi Jégcsarnok, Dunaújváros Zuschauer: 50 |

| 14. Dezember 2014 16:30 Uhr | Ungarn P. Vincze (PS) | 1:0 n. P. (0:0, 0:0, 0:0, 0:0, 1:0) Spielbericht | Polen | Dunaújvárosi Jégcsarnok, Dunaújváros Zuschauer: 850 |

| 14. Dezember 2014 20:00 Uhr | Ukraine W. Ljalka (24:17) | 1:5 (0:0, 1:4, 0:1) Spielbericht | Kasachstan J. Korolinski (28:23) K. Sawizki (31:25) D. Presnow (37:44) K. Sawizki (38:32) D. Presnow (49:54) | Dunaújvárosi Jégcsarnok, Dunaújváros Zuschauer: 50 |

| 15. Dezember 2014 13:00 Uhr | Polen P. Małicki (7:15) | 1:2 (1:0, 0:1, 0:1) Spielbericht | Ukraine A. Grigorjew (22:49) I. Mereschko (41:08) | Dunaújvárosi Jégcsarnok, Dunaújváros Zuschauer: 50 |

| 15. Dezember 2014 16:30 Uhr | Frankreich M. Bouvet (30:46) M. Bouvet (32:45) G. Leclerc (44:34) A. Faure (55:14) | 4:3 (0:1, 2:2, 2:0) Spielbericht | Ungarn C. Erdély (19:43) P. Vincze (25:05) I. Terbócs (35:10) | Dunaújvárosi Jégcsarnok, Dunaújváros Zuschauer: 700 |

| 15. Dezember 2014 20:00 Uhr | Kasachstan J. Korolinski (13:36) A. Schestakow (20:23) D. Grenz (23:40) A. Schestakow (28:25) A. Schestakow (44:15) N. Michailis (48:28) | 6:3 (1:0, 3:2, 2:1) Spielbericht | Japan Y. Hirano (25:13) J. Osaka (36:54) R. Katsuragawa (53:50) | Dunaújvárosi Jégcsarnok, Dunaújváros Zuschauer: 100 |

| 17. Dezember 2014 13:00 Uhr | Kasachstan A. Schestakow (18:57) Ä. Ässetow (39:34) K. Sawizki (51:36) | 3:1 (1:0, 1:1, 1:0) Spielbericht | Frankreich G. Leclerc (33:59) | Dunaújvárosi Jégcsarnok, Dunaújváros Zuschauer: 50 |

| 17. Dezember 2014 16:30 Uhr | Ungarn P. Vincze (5:41) C. Erdély (9:47) P. Vincze (39:31) | 3:4 n. P. (2:1, 1:1, 0:1, 0:0, 0:1) Spielbericht | Ukraine S. Kusmik (19:04) J. Tymtschenko (36:39) J. Tymtschenko (55:29) W. Luhowy (PS) | Dunaújvárosi Jégcsarnok, Dunaújváros Zuschauer: 500 |

| 17. Dezember 2014 20:00 Uhr | Polen B. Fraszko (40:42) B. Fraszko (43:17) K. Kisielewski (50:14) R. Sawicki (51:02) B. Fraszko (59:12) | 5:3 (0:0, 0:1, 5:2) Spielbericht | Japan Y. Hirano (30:53) Y. Hirano (44:48) Y. Hikosaka (49:07) | Dunaújvárosi Jégcsarnok, Dunaújváros Zuschauer: 50 |

| 18. Dezember 2014 13:00 Uhr | Ukraine S. Kusmik (30:22) W. Ljalka (35:49) J. Tymtschenko (50:39) | 3:1 (0:0, 2:1, 1:0) Spielbericht | Japan Y. Nakayashiki (31:51) | Dunaújvárosi Jégcsarnok, Dunaújváros Zuschauer: 50 |

| 18. Dezember 2014 16:30 Uhr | Kasachstan N. Michailis (19:51) K. Sawizki (47:34) A. Schestakow (59:43) | 3:1 (1:0, 0:1, 2:0) Spielbericht | Ungarn D. Szabó (22:47) | Dunaújvárosi Jégcsarnok, Dunaújváros Zuschauer: 650 |

| 18. Dezember 2014 20:00 Uhr | Frankreich M. Ville (9:12) R. Lamboley (41:03) G. Leclerc (59:55) | 3:4 (1:1, 0:1, 2:2) Spielbericht | Polen P. Wronka (17:02) M. Gościński (35:15) B. Fraszko (53:29) R. Sawicki (54:30) | Dunaújvárosi Jégcsarnok, Dunaújváros Zuschauer: 80 |

| 20. Dezember 2014 13:00 Uhr | Polen K. Kisielewski (1:45) P. Wronka (27:39) R. Sawicki (33:33) | 3:6 (1:2, 2:2, 0:2) Spielbericht | Kasachstan N. Michailis (3:02) A. Schestakow (5:18) N. Michailis (32:28) I. Stepanjenko (36:21) D. Grenz (45:36) N. Michailis (56:37) | Dunaújvárosi Jégcsarnok, Dunaújváros Zuschauer: 50 |

| 20. Dezember 2014 16:30 Uhr | Japan Y. Arai (1:56) R. Katsuragawa (21:24) J. Inui (41:47) J. Osaka (53:54) R. Katsuragawa (57:15) | 5:1 (1:0, 1:1, 3:0) Spielbericht | Ungarn B. Stipsicz (26:26) | Dunaújvárosi Jégcsarnok, Dunaújváros Zuschauer: 1.000 |

| 20. Dezember 2014 20:00 Uhr | Frankreich G. Leclerc (41:15) | 1:0 (0:0, 0:0, 1:0) Spielbericht | Ukraine | Dunaújvárosi Jégcsarnok, Dunaújváros Zuschauer: 120 |

| Pl. |            | Sp | S | OTS | OTN | N | Tore  | Punkte |
| --- | ---------- | -- | - | --- | --- | - | ----- | ------ |
| 1.  | Kasachstan | 5  | 5 | 0   | 0   | 0 | 23:09 | 15     |
| 2.  | Ukraine    | 5  | 2 | 1   | 0   | 2 | 10:11 | 8      |
| 3.  | Polen      | 5  | 2 | 0   | 1   | 2 | 13:15 | 7      |
| 4.  | Frankreich | 5  | 2 | 0   | 1   | 2 | 11:13 | 7      |
| 5.  | Japan      | 5  | 1 | 1   | 0   | 3 | 15:17 | 5      |
| 6.  | Ungarn     | 5  | 0 | 1   | 1   | 3 | 09:16 | 3      |

Abkürzungen: Pl. = Platz, Sp = Spiele, S = Siege, OTS = Siege nach Verlängerung (Overtime) oder Penaltyschießen, OTN = Niederlagen nach Verlängerung oder Penaltyschießen, N = Niederlagen

Erläuterungen: Aufsteiger in die Division IA, Absteiger in die Division IIA

#### Beste Scorer
Abkürzungen: Sp = Spiele, T = Tore, V = Assists, Pkt = Punkte, +/− = Plus/Minus, SM = Strafminuten; Fett: Turnierbestwert
| Spieler            | Team       | Sp | T | V | Pkt | +/− | SM |
| ------------------ | ---------- | -- | - | - | --- | --- | -- |
| Nikita Michailis   | Kasachstan | 5  | 5 | 6 | 11  | +9  | 0  |
| Arkadi Schestakow  | Kasachstan | 5  | 6 | 3 | 9   | +9  | 4  |
| Yūshirō Hirano     | Japan      | 5  | 6 | 2 | 8   | +5  | 4  |
| Kirill Sawizki     | Kasachstan | 4  | 4 | 3 | 7   | +5  | 2  |
| Patryk Wronka      | Polen      | 5  | 2 | 5 | 7   | +3  | 2  |
| Bartosz Fraszko    | Polen      | 5  | 4 | 2 | 6   | +4  | 0  |
| Guillaume Leclerc  | Frankreich | 5  | 4 | 2 | 6   | +2  | 2  |
| Péter Vincze       | Ungarn     | 5  | 4 | 2 | 6   | +1  | 4  |
| Radoslaw Sawicki   | Polen      | 5  | 3 | 3 | 6   | +3  | 2  |
| Jewgeni Korolinski | Kasachstan | 5  | 2 | 3 | 5   | +5  | 2  |

#### Beste Torhüter
Abkürzungen: Sp = Spiele, Min = Eiszeit (in Minuten), GT = Gegentore, Sv% = gehaltene Schüsse (in %), GTS = Gegentorschnitt, SO = Shutouts; Fett: Turnierbestwert
| Spieler               | Team       | Sp | Min    | GT | Sv%   | GTS  | SO |
| --------------------- | ---------- | -- | ------ | -- | ----- | ---- | -- |
| Eduard Sachartschenko | Ukraine    | 5  | 304:12 | 11 | 94,74 | 2,17 | 0  |
| Juri Wolosenko        | Kasachstan | 4  | 240:00 | 6  | 94,64 | 1,50 | 0  |
| Michael Luba          | Polen      | 5  | 304:25 | 15 | 93,30 | 2,96 | 0  |
| Victor Goy            | Frankreich | 4  | 243:01 | 10 | 92,54 | 2,47 | 1  |
| Shun Furukawa         | Japan      | 5  | 269:29 | 13 | 91,10 | 2,89 | 0  |

#### Division-IB-Siegermannschaft
| Division-IA-Aufsteiger Kasachstan | Stepan Alexandrow, Älichan Ässetow, Ilja Goroshaninow, Dmitri Grenz, Madiar Ibraibetow, Kirill Jadrjschnikow, Iwan Kinstler, Alexei Kisseljow, Jewgeni Korolinski, Wladimir Meschebizki, Nikita Michailis, Wladislaw Nenachow, Nikita Nesnamow, Dmitri Presnow, Damir Ryspajew, Kirill Sawizki, Arkadi Schestakow, Waleri Sewidow, Stanislaw Sintschenko, Iwan Stepanjenko, Sergei Stukalow, Juri Wolosenko Trainer: Sergei Starygin |

### Auf- und Abstieg
| Absteiger in die Division IA:   | Deutschland    |
| Aufsteiger in die Top-Division: | Belarus        |
| Absteiger in die Division IB:   | Slowenien      |
| Aufsteiger in die Division IA:  | Kasachstan     |
| Absteiger in die Division IIA:  | Ungarn         |
| Aufsteiger in die Division IB:  | Großbritannien |

## Division II

### Gruppe A in Tallinn, Estland
Das Turnier der Gruppe A wurde vom 7. bis 13. Dezember 2014 in der estnischen Hauptstadt Tallinn ausgetragen. Die Spiele fanden in der 5.840 Zuschauer fassenden Tondiraba jäähall statt. Der britischen Mannschaft, die im Vorjahr wegen des Einsatzes eines nicht spielberechtigten Spielers aus der Division I zwangsabsteigen musste, gelang bereits am vierten Spieltag der sofortige Wiederaufstieg in die Gruppe B der Division I. Dagegen musste die rumänische Mannschaft, die seit 2013 der A-Gruppe angehört hatte, trotz eines 6:3-Sieges gegen die Niederlande den Gang in die Gruppe B der Division II antreten. Neuling Südkorea verpasste lediglich durch den direkten Vergleich gegen die punktgleiche litauische Auswahl den zweiten Platz und wurde am Ende Dritter.
| 7. Dezember 2014 13:00 Uhr (Ortszeit) | Niederlande | 2:4 (0:0, 0:1, 2:3) Spielbericht | Großbritannien | Tondiraba jäähall, Tallinn Zuschauer: 97 |

| 7. Dezember 2014 16:30 Uhr | Litauen | 6:5 n. P. (1:1, 2:2, 2:2, 0:0, 1:0) Spielbericht | Rumänien | Tondiraba jäähall, Tallinn Zuschauer: 312 |

| 7. Dezember 2014 20:00 Uhr | Südkorea | 4:3 n. P. (2:0, 1:1, 0:2, 0:0, 1:0) Spielbericht | Estland | Tondiraba jäähall, Tallinn Zuschauer: 543 |

| 8. Dezember 2014 13:00 Uhr | Großbritannien | 5:4 (0:2, 1:0, 4:2) Spielbericht | Litauen | Tondiraba jäähall, Tallinn Zuschauer: 133 |

| 8. Dezember 2014 16:30 Uhr | Niederlande | 2:3 (2:0, 0:1, 0:2) Spielbericht | Südkorea | Tondiraba jäähall, Tallinn Zuschauer: 323 |

| 8. Dezember 2014 20:00 Uhr | Estland | 4:2 (0:0, 1:1, 3:1) Spielbericht | Rumänien | Tondiraba jäähall, Tallinn Zuschauer: 1.215 |

| 10. Dezember 2014 13:00 Uhr | Litauen | 5:1 (0:0, 4:1, 1:0) Spielbericht | Südkorea | Tondiraba jäähall, Tallinn Zuschauer: 224 |

| 10. Dezember 2014 16:30 Uhr | Großbritannien | 5:2 (2:1, 1:1, 2:0) Spielbericht | Rumänien | Tondiraba jäähall, Tallinn Zuschauer: 275 |

| 10. Dezember 2014 20:00 Uhr | Niederlande | 7:0 (2:0, 2:0, 3:0) Spielbericht | Estland | Tondiraba jäähall, Tallinn Zuschauer: 1.230 |

| 12. Dezember 2014 13:00 Uhr | Rumänien | 6:3 (2:1, 1:2, 3:0) Spielbericht | Niederlande | Tondiraba jäähall, Tallinn Zuschauer: 123 |

| 12. Dezember 2014 16:30 Uhr | Südkorea | 4:5 n. P. (1:0, 1:3, 2:1, 0:0, 0:1) Spielbericht | Großbritannien | Tondiraba jäähall, Tallinn Zuschauer: 310 |

| 12. Dezember 2014 20:00 Uhr | Estland | 4:6 (2:3, 1:2, 1:1) Spielbericht | Litauen | Tondiraba jäähall, Tallinn Zuschauer: 1.375 |

| 13. Dezember 2014 13:00 Uhr | Rumänien | 3:6 (1:2, 2:0, 0:4) Spielbericht | Südkorea | Tondiraba jäähall, Tallinn Zuschauer: 94 |

| 13. Dezember 2014 16:30 Uhr | Litauen | 3:4 n. V. (1:1, 0:2, 2:0, 0:1) Spielbericht | Niederlande | Tondiraba jäähall, Tallinn Zuschauer: 273 |

| 13. Dezember 2014 20:00 Uhr | Großbritannien | 3:1 (1:0, 1:0, 1:1) Spielbericht | Estland | Tondiraba jäähall, Tallinn Zuschauer: 550 |

| Pl. |                | Sp | S | OTS | OTN | N | Tore  | Punkte |
| --- | -------------- | -- | - | --- | --- | - | ----- | ------ |
| 1.  | Großbritannien | 5  | 4 | 1   | 0   | 0 | 22:13 | 14     |
| 2.  | Litauen        | 5  | 2 | 1   | 1   | 1 | 24:19 | 9      |
| 3.  | Südkorea       | 5  | 2 | 1   | 1   | 1 | 18:18 | 9      |
| 4.  | Niederlande    | 5  | 1 | 1   | 0   | 3 | 18:16 | 5      |
| 5.  | Estland        | 5  | 1 | 0   | 1   | 3 | 12:22 | 4      |
| 6.  | Rumänien       | 5  | 1 | 0   | 1   | 3 | 18:24 | 4      |

Abkürzungen: Pl. = Platz, Sp = Spiele, S = Siege, OTS = Siege nach Verlängerung (Overtime) oder Penaltyschießen, OTN = Niederlagen nach Verlängerung oder Penaltyschießen, N = Niederlagen

Erläuterungen: Aufsteiger in die Division IB, Absteiger in die Division IIB

#### Beste Scorer
Abkürzungen: Sp = Spiele, T = Tore, V = Assists, Pkt = Punkte, +/− = Plus/Minus, SM = Strafminuten; Fett: Turnierbestwert
| Spieler                | Team           | Sp | T | V | Pkt | +/− | SM |
| ---------------------- | -------------- | -- | - | - | --- | --- | -- |
| Bobby Chamberlain      | Großbritannien | 5  | 6 | 6 | 12  | +6  | 10 |
| Jordan Cownie          | Großbritannien | 5  | 5 | 6 | 11  | +12 | 0  |
| Lewis Hook             | Großbritannien | 5  | 4 | 7 | 11  | +10 | 4  |
| Paulius Gintautas      | Litauen        | 5  | 6 | 3 | 9   | +5  | 2  |
| Danielius Nomanovas    | Litauen        | 5  | 4 | 5 | 9   | ±0  | 6  |
| Raymond van der Schuit | Niederlande    | 5  | 1 | 7 | 8   | ±0  | 6  |
| Mircea Constantin      | Rumänien       | 5  | 4 | 3 | 7   | −1  | 0  |
| Ugnius Čižas           | Litauen        | 5  | 2 | 5 | 7   | +5  | 2  |
| Kim Do-hyung           | Südkorea       | 5  | 1 | 5 | 6   | −4  | 2  |
| Reno de Hondt          | Niederlande    | 5  | 4 | 1 | 5   | −4  | 2  |

#### Beste Torhüter
Abkürzungen: Sp = Spiele, Min = Eiszeit (in Minuten), GT = Gegentore, Sv% = gehaltene Schüsse (in %), GTS = Gegentorschnitt, SO = Shutouts; Fett: Turnierbestwert
| Spieler          | Team        | Sp | Min    | GT | Sv%   | GTS  | SO |
| ---------------- | ----------- | -- | ------ | -- | ----- | ---- | -- |
| Daniil Seppenen  | Estland     | 4  | 209:11 | 12 | 91,24 | 3,44 | 0  |
| Lee Yeon-seung   | Südkorea    | 4  | 205:26 | 11 | 90,83 | 3,21 | 0  |
| Jefrey Vermeulen | Niederlande | 2  | 123:55 | 7  | 90,67 | 3,39 | 0  |
| Attila Adorjan   | Rumänien    | 5  | 302:37 | 22 | 90,48 | 4,36 | 0  |
| Simas Baltrūnas  | Litauen     | 5  | 308:18 | 18 | 90,22 | 3,50 | 0  |

Die geringste Gegentorquote erzielte mit 2,68 Gegentoren pro Spiel der niederländische Torhüter Mitchel Hamers, der auch beim 7:0-Erfolg gegen Estland den einzigen Shutout des Turniers verzeichnete.

### Gruppe B in Jaca, Spanien
Das Turnier der Gruppe B wurde vom 13. bis 19. Dezember 2014 im spanischen Jaca ausgetragen. Die Spiele fanden im 2.000 Zuschauer fassenden Pabellón de Hielo statt und verzeichneten einen Zuschauerschnitt von 487 Besuchern je Spiel. Kroatien gelang durch einen 3:2-Erfolg im letzten Spiel gegen Gastgeber Spanien der sofortige Wiederaufstieg in die A-Gruppe. Die Iberer scheiterten damit zum zweiten Mal in Folge auf eigenem Eis erst am letzten Spieltag, nachdem im Vorjahr das entscheidende Spiel mit 2:4 gegen Südkorea verloren gegangen war. Der Abstieg Islands, das seit 2013 der B-Gruppe der Division II angehört hatte, stand bereits nach dem vierten Spieltag, als das direkte Duell gegen Serbien mit 2:4 verloren ging, fest. Dagegen konnte Neuling Belgien als Vierter die Klasse halten.
| 13. Dezember 2014 13:00 Uhr (Ortszeit) | Belgien | 3:2 n. V. (0:1, 1:0, 1:1, 1:0) Spielbericht | Australien | Pabellón de Hielo, Jaca Zuschauer: 203 |

| 13. Dezember 2014 16:30 Uhr | Serbien | 0:4 (0:1, 0:0, 0:3) Spielbericht | Kroatien | Pabellón de Hielo, Jaca Zuschauer: 310 |

| 13. Dezember 2014 20:30 Uhr | Spanien | 8:3 (1:0, 3:2, 4:1) Spielbericht | Island | Pabellón de Hielo, Jaca Zuschauer: 950 |

| 14. Dezember 2014 13:00 Uhr | Kroatien | 4:2 (0:0, 3:1, 1:1) Spielbericht | Australien | Pabellón de Hielo, Jaca Zuschauer: 127 |

| 14. Dezember 2014 16:30 Uhr | Island | 2:6 (0:1, 2:1, 0:4) Spielbericht | Belgien | Pabellón de Hielo, Jaca Zuschauer: 250 |

| 14. Dezember 2014 20:00 Uhr | Spanien | 7:0 (3:0, 1:0, 3:0) Spielbericht | Serbien | Pabellón de Hielo, Jaca Zuschauer: 950 |

| 16. Dezember 2014 13:00 Uhr | Kroatien | 6:3 (2:0, 2:3, 2:0) Spielbericht | Island | Pabellón de Hielo, Jaca Zuschauer: 61 |

| 16. Dezember 2014 16:30 Uhr | Serbien | 2:4 (0:1, 1:2, 1:1) Spielbericht | Australien | Pabellón de Hielo, Jaca Zuschauer: 300 |

| 16. Dezember 2014 20:00 Uhr | Spanien | 5:2 (0:1, 2:0, 3:1) Spielbericht | Belgien | Pabellón de Hielo, Jaca Zuschauer: 950 |

| 18. Dezember 2014 13:00 Uhr | Island | 2:4 (0:1, 1:3, 1:0) Spielbericht | Serbien | Pabellón de Hielo, Jaca Zuschauer: 86 |

| 18. Dezember 2014 16:30 Uhr | Belgien | 2:5 (1:1, 0:1, 1:3) Spielbericht | Kroatien | Pabellón de Hielo, Jaca Zuschauer: 300 |

| 18. Dezember 2014 20:00 Uhr | Australien | 2:5 (1:1, 1:2, 0:2) Spielbericht | Spanien | Pabellón de Hielo, Jaca Zuschauer: 850 |

| 19. Dezember 2014 13:00 Uhr | Serbien | 3:2 n. V. (0:0, 2:0, 0:2, 1:0) Spielbericht | Belgien | Pabellón de Hielo, Jaca Zuschauer: 63 |

| 19. Dezember 2014 16:30 Uhr | Australien | 5:1 (1:0, 2:0, 2:1) Spielbericht | Island | Pabellón de Hielo, Jaca Zuschauer: 250 |

| 19. Dezember 2014 20:00 Uhr | Kroatien | 3:2 (1:0, 2:0, 0:2) Spielbericht | Spanien | Pabellón de Hielo, Jaca Zuschauer: 1.650 |

| Pl. |            | Sp | S | OTS | OTN | N | Tore  | Punkte |
| --- | ---------- | -- | - | --- | --- | - | ----- | ------ |
| 1.  | Kroatien   | 5  | 5 | 0   | 0   | 0 | 22:09 | 15     |
| 2.  | Spanien    | 5  | 4 | 0   | 0   | 1 | 27:10 | 12     |
| 3.  | Australien | 5  | 2 | 0   | 1   | 2 | 15:15 | 7      |
| 4.  | Belgien    | 5  | 1 | 1   | 1   | 2 | 14:16 | 6      |
| 5.  | Serbien    | 5  | 1 | 1   | 0   | 3 | 08:18 | 5      |
| 6.  | Island     | 5  | 0 | 0   | 0   | 5 | 11:29 | 0      |

Abkürzungen: Pl. = Platz, Sp = Spiele, S = Siege, OTS = Siege nach Verlängerung (Overtime) oder Penaltyschießen, OTN = Niederlagen nach Verlängerung oder Penaltyschießen, N = Niederlagen

Erläuterungen: Aufsteiger in die Division IIA, Absteiger in die Division III

#### Beste Scorer
Abkürzungen: Sp = Spiele, T = Tore, V = Assists, Pkt = Punkte, +/− = Plus/Minus, SM = Strafminuten; Fett: Turnierbestwert
| Spieler        | Team       | Sp | T | V | Pkt | +/− | SM |
| -------------- | ---------- | -- | - | - | --- | --- | -- |
| Ivan Janković  | Kroatien   | 5  | 5 | 4 | 9   | +9  | 4  |
| Luka Jarčov    | Kroatien   | 5  | 5 | 4 | 9   | +5  | 20 |
| Luka Vukoja    | Kroatien   | 5  | 4 | 4 | 8   | +7  | 2  |
| Bryan Henry    | Belgien    | 5  | 4 | 4 | 8   | +1  | 4  |
| Ingþór Arnason | Island     | 5  | 1 | 7 | 8   | −3  | 4  |
| Oriol Rubio    | Spanien    | 5  | 5 | 2 | 7   | +8  | 0  |
| Matija Miličić | Kroatien   | 5  | 4 | 3 | 7   | +2  | 0  |
| Kayne Fedor    | Australien | 5  | 4 | 3 | 7   | +2  | 4  |
| Sam Hodic      | Australien | 5  | 3 | 4 | 7   | ±0  | 12 |
| Iñigo Gaínza   | Spanien    | 5  | 1 | 6 | 7   | +3  | 6  |

#### Beste Torhüter
Abkürzungen: Sp = Spiele, Min = Eiszeit (in Minuten), GT = Gegentore, Sv% = gehaltene Schüsse (in %), GTS = Gegentorschnitt, SO = Shutouts; Fett: Turnierbestwert
| Spieler        | Team       | Sp | Min    | GT | Sv%   | GTS  | SO |
| -------------- | ---------- | -- | ------ | -- | ----- | ---- | -- |
| Charlie Smart  | Australien | 3  | 180:29 | 6  | 96,23 | 1,99 | 0  |
| Vilim Rosandić | Kroatien   | 4  | 240:00 | 6  | 93,88 | 1,50 | 1  |
| Ignacio García | Spanien    | 4  | 239:38 | 8  | 92,52 | 2,00 | 1  |
| Keanu Evers    | Belgien    | 5  | 302:47 | 17 | 89,70 | 3,37 | 0  |
| Jug Mitić      | Serbien    | 5  | 300:05 | 19 | 87,74 | 3,80 | 0  |

### Auf- und Abstieg
| Absteiger in die Division IIA:  | Ungarn              |
| Aufsteiger in die Division IB:  | Großbritannien      |
| Absteiger in die Division IIB:  | Rumänien            |
| Aufsteiger in die Division IIA: | Kroatien            |
| Absteiger in die Division III:  | Island              |
| Aufsteiger in die Division IIB: | Volksrepublik China |

## Division III
Das Turnier der Division III wurde vom 20. bis 25. Januar 2015 im neuseeländischen Dunedin ausgetragen. Die Spiele fanden im 1.850 Zuschauer fassenden Ice Stadium statt. Im Gegensatz zum Vorjahr nahmen lediglich fünf Mannschaften am Turnier teil, da Bulgarien, das im Vorjahr den letzten Platz belegt hatte, auf eine Teilnahme verzichtete und auch von keinem bisher nicht teilnehmenden Verband eine Mannschaft gemeldet wurde. Die Volksrepublik China erreichte mit vier Siegen aus vier Spielen den Aufstieg in die Division II.
| 20. Januar 2015 15:30 Uhr | 20. Januar 2015 3:30 Uhr | Mexiko | 1:6 (0:0, 0:4, 1:2) Spielbericht | Volksrepublik China | Ice Stadium, Dunedin Zuschauer: 150 |

| 20. Januar 2015 19:00 Uhr | 20. Januar 2015 7:00 Uhr | Südafrika | 1:5 (0:2, 1:1, 0:2) Spielbericht | Neuseeland | Ice Stadium, Dunedin Zuschauer: 250 |

| 21. Januar 2015 19:00 Uhr | 21. Januar 2015 7:00 Uhr | Türkei | 1:3 (1:1, 0:1, 0:1) Spielbericht | Südafrika | Ice Stadium, Dunedin Zuschauer: 150 |

| 22. Januar 2015 15:30 Uhr | 22. Januar 2015 3:30 Uhr | Volksrepublik China | 6:1 (1:1, 1:0, 4:0) Spielbericht | Türkei | Ice Stadium, Dunedin Zuschauer: 75 |

| 22. Januar 2015 19:00 Uhr | 22. Januar 2015 7:00 Uhr | Neuseeland | 2:3 n. P. (0:0, 2:2, 0:0, 0:0, 0:1) Spielbericht | Mexiko | Ice Stadium, Dunedin Zuschauer: 250 |

| 23. Januar 2015 19:00 Uhr | 23. Januar 2015 7:00 Uhr | Südafrika | 0:13 (0:5, 0:2, 0:6) Spielbericht | Volksrepublik China | Ice Stadium, Dunedin Zuschauer: 120 |

| 24. Januar 2015 15:30 Uhr | 24. Januar 2015 3:30 Uhr | Mexiko | 3:0 (1:0, 0:0, 2:0) Spielbericht | Südafrika | Ice Stadium, Dunedin Zuschauer: 75 |

| 24. Januar 2015 19:00 Uhr | 23. Januar 2015 7:00 Uhr | Neuseeland | 5:3 (2:1, 0:2, 3:0) Spielbericht | Türkei | Ice Stadium, Dunedin Zuschauer: 250 |

| 25. Januar 2015 15:30 Uhr | 25. Januar 2015 3:30 Uhr | Türkei | 2:1 (1:0, 1:0, 0:1) Spielbericht | Mexiko | Ice Stadium, Dunedin Zuschauer: 60 |

| 25. Januar 2015 19:00 Uhr | 25. Januar 2015 7:00 Uhr | Volksrepublik China | 4:1 (1:0, 2:1, 1:0) Spielbericht | Neuseeland | Ice Stadium, Dunedin Zuschauer: 400 |

| Pl. |                     | Sp | S | OTS | OTN | N | Tore  | Punkte |
| --- | ------------------- | -- | - | --- | --- | - | ----- | ------ |
| 1.  | Volksrepublik China | 4  | 4 | 0   | 0   | 0 | 29:03 | 12     |
| 2.  | Neuseeland          | 4  | 2 | 0   | 1   | 1 | 13:11 | 7      |
| 3.  | Mexiko              | 4  | 1 | 1   | 0   | 2 | 08:10 | 5      |
| 4.  | Südafrika           | 4  | 1 | 0   | 0   | 3 | 04:22 | 3      |
| 5.  | Türkei              | 4  | 1 | 0   | 0   | 3 | 07:15 | 3      |

Abkürzungen: Pl. = Platz, Sp = Spiele, S = Siege, OTS = Siege nach Verlängerung (Overtime) oder Penaltyschießen, OTN = Niederlagen nach Verlängerung oder Penaltyschießen, N = Niederlagen

Erläuterungen: Aufsteiger in die Division IIB

### Beste Scorer
Abkürzungen: Sp = Spiele, T = Tore, V = Assists, Pkt = Punkte, +/− = Plus/Minus, SM = Strafminuten; Fett: Turnierbestwert
| Spieler          | Team                | Sp | T | V | Pkt | +/− | SM |
| ---------------- | ------------------- | -- | - | - | --- | --- | -- |
| Liu Qing         | Volksrepublik China | 4  | 8 | 0 | 8   | +10 | 25 |
| Li Hang          | Volksrepublik China | 4  | 4 | 4 | 8   | +13 | 38 |
| Zuo Tianyou      | Volksrepublik China | 4  | 1 | 6 | 7   | +6  | 14 |
| Benedict Roth    | Neuseeland          | 4  | 2 | 4 | 6   | +2  | 6  |
| Zhu Ziyang       | Volksrepublik China | 4  | 1 | 5 | 6   | +13 | 2  |
| Liu Yongshen     | Volksrepublik China | 4  | 3 | 2 | 5   | +13 | 8  |
| Zhang Zesen      | Volksrepublik China | 4  | 3 | 2 | 5   | +6  | 2  |
| Frazer Ellis     | Neuseeland          | 4  | 2 | 2 | 4   | +1  | 0  |
| Gustavo Martínez | Mexiko              | 4  | 2 | 2 | 4   | +1  | 8  |
| Jacob Hurring    | Neuseeland          | 4  | 0 | 4 | 4   | +2  | 0  |

### Beste Torhüter
Abkürzungen: Sp = Spiele, Min = Eiszeit (in Minuten), GT = Gegentore, Sv% = gehaltene Schüsse (in %), GTS = Gegentorschnitt, SO = Shutouts; Fett: Turnierbestwert
| Spieler          | Team                | Sp | Min    | GT | Sv%   | GTS  | SO |
| ---------------- | ------------------- | -- | ------ | -- | ----- | ---- | -- |
| Wang Han         | Volksrepublik China | 2  | 120:00 | 1  | 98,00 | 0,50 | 1  |
| Jaime Pérez      | Mexiko              | 2  | 125:00 | 2  | 96,43 | 0,96 | 1  |
| Liam Henare      | Neuseeland          | 4  | 211:05 | 8  | 92,00 | 2,27 | 0  |
| Sun Zehao        | Volksrepublik China | 2  | 120:00 | 2  | 87,50 | 1,00 | 0  |
| Richard Albrecht | Mexiko              | 2  | 117:38 | 8  | 88,73 | 4,08 | 0  |

### Auf- und Abstieg
| Absteiger in die Division III:  | Island              |
| Aufsteiger in die Division IIB: | Volksrepublik China |